# Икономика на развитието
Икономика на развитието e клон на икономиката, който се занимава с икономическите аспекти на процеса на развитие в страните с нисък доход на населението.
Фокусира сее не само върху методите на промотиране на икономически растеж и структурна промяна, но също върху подобряване на потенциала на по-голямата част от населението – например, чрез здраве и образование, както и условия на труд, независимо дали чрез държавни (публични) или частни канали. 
Теории за икономическото развитие (в хронологичен ред):
- Меркантилизъм
- Икономически национализъм
- Индустриално развитие
- Акумулация на капитала
- Теория за структурната промяна
- Теория за международната зависимост
- Неокласическа теория

## Теории на икономиката на развитието

### Меркантилизъм и физиокрация
Най-ранната западна теория на икономиката на развитието е меркантилизма, развит през 17 век заедно с възхода на националната държава. По-ранните теории обръщат малко внимание на развитието. Например, схоластиката, доминираща мисълта по време на средновековния феодализъм се концентрира върху помирението с Християнската теология и етика, вместо върху развитието. По подобен начин, Саламанкската школа от 16-и и 17 век, сочена за най-ранното модерно училище по икономика не обръща внимание на икономиката на разивитието.
Големите европейски нации от 17-и и 18-век възприемат идеите на меркантилизма в различни степени. Влиянието му продължава чак до развитието на физиокрацията във Франция и класическата икономика във Великобритания. Според меркантилизма просперитета на нацията зависи от количеството предлаган капитал, представен във формата на кюлчета (злато, сребро и търговски продукти) притежавани от страната. Той набляга върху поддържането на висок позитивен търговски баланс (максимизирайки износа и минимизирайки вноса) като начин за придобиване на кюлчетата. За да се постигне поситивен търговски баланс са предложени мерки като мита и субсидии за държавните индустрии. Меркантилистката теория за развитието подкрепя също и колониализма.
Теоритиците, най-често свързвани с меркантилизма включват: Филим вон Хйорнигк, който представя с трудовете си се обявява в подкрепа на икономиката концентрирана върху производството и износа. Във Франция, меркантилистката политика се свързва най-често с финансовия министър от 17 век, Жан-Батист Колбер, чийто политики оказват влияние на късното американско развитие.

## Икономически национализъм
Меркантилизма е последван от свързаната теорията за икономически национализъм, добила популярност през 19 век в резултат на развитието и индустриализацията на САЩ и Германия. Значителната разлика между меркантилизма и икономическия националицъм е заемането на позиция срещу колониализма и изместване на фокуса върху вътрешната политика.
Имената, най-често свързани с икономическия национализъм от 19 век са тези на Александър Хамилтън, Фридрих Лист и Хенри Клей.